# LOVEINT
LOVEINT (« espionnage amoureux ») est une pratique observée chez les employés des services de renseignement qui utilisent leur accès à des moyens de surveillance inaccessibles du public pour espionner des personnes pour lesquelles elles éprouvent un intérêt amoureux ou sexuel. Le terme tire son origine de la terminologie anglophone du renseignement, qui comprend des termes tels que SIGINT, COMINT ou HUMINT.

## Secteur gouvernemental

### National Security Agency(«NSA») américaine
Le terme LOVEINT a d’abord été utilisé à la NSA, où environ un incident de ce type est signalé chaque année. En 2013, le phénomène a officiellement été reconnu pour la première fois, huit incidents ayant été signalés au cours de la dernière décennie; ces incidents représentaient la majorité des accès non autorisés relevés par la NSA. Dans la plupart des cas, ces actes ont été divulgués par la personne les ayant commis, par exemple lors d’un test du détecteur de mensonge. Un audit interne de la NSA de 2012 a répertorié 2 776 cas de « collecte, de stockage, de consultation ou de distribution » de communications protégées par la loi, suggérant que le phénomène est largement plus répandu. La NSA sanctionne cette pratique par des mesures administratives pouvant aller jusqu’au congédiement,,,. Dans cinq cas, l’employé fautif a démissionné avant que toute mesure administrative ne soit prise à son égard. Dans deux autres cas, l’employé aurait pris sa retraite. La sanction administrative la plus sévère ayant été imposée prévoyait une « réduction de salaire pendant deux mois, une rétrogradation et la révocation des privilèges d’accès aux renseignements classifiés », bien que des preuves de l’application de ces sanctions n’ont jamais été fournies. De tous les cas observés, un seul dossier a été transmis au ministère de la Justice des États-Unis, qui a refusé d’intenter une poursuite. La sénatrice Dianne Feinstein, présidente de la United States Senate Select Committee on Intelligence, déclare que dans la plupart des cas, les actes commis ne constitueraient pas une violation de la vie privée des citoyens américains.

### Service de renseignement fédéral allemand
En septembre 2007, un incident a été signalé au cours duquel un employé du service fédéral de renseignement allemand a abusé de ses moyens de surveillance pour consulter les correspondances par courriel de l’amant de sa femme.

## Secteur privé
Le développement du secteur du renseignement signifie que le phénomène s’observe désormais dans le secteur privé comme chez les organismes gouvernementaux, ce qui est problématique puisque les sociétés ne sont pas assujetties au même degré d’imputabilité que les organismes gouvernementaux. En 2016, un employé de la société israélienne de renseignement NSO Group, créateur du controversé logiciel espion Pegasus, a été congédié puisqu’il aurait utilisé Pegasus afin d’espionner une connaissance. L’employé en question aurait fait preuve de négligence, car celui-ci aurait dû savoir que son recours au puissant logiciel déclencherait une notification pour un des clients de la société, soit le gouvernement émirien. Des mesures de sécurité supplémentaires ont été mises en place à la suite de l’incident, bien qu’il soit probable qu’un employé disposant de connaissances ou de privilèges suffisants puisse contourner ces mesures.

## Psychologie
Une étude réalisée par la Society for Personality and Social Psychology révèle des différences dans le profil des gens s’adonnant à la pratique du cyberharcèlement (catégorie dans laquelle se situe le LOVEINT) en fonction de leur genre. Les femmes auraient tendance à agir en raison d’un sentiment d’infériorité et d’insuffisance ainsi que par la crainte du rejet. Les hommes seraient plutôt motivés par l’impulsion, la recherche de sensations fortes et le caractère tabou de la pratique. Le secteur du renseignement pourrait attirer les gens démontrant certaines de ces caractéristiques, notamment la recherche de sensations fortes,. Les raisons citées justifiant les actes d’espionnage comprenaient la curiosité, le souhait de s’exercer à mieux accomplir les tâches, la vérification d’antécédents de nouvelles connaissances.